# Канширамнагар
Канширамнагар (англ. Kanshi Ram Nagar) — округ в индийском штате Уттар-Прадеш. Создан 15 апреля 2008 года из части территории округа Этах. Назван в честь индийского политика Канши Рама. Административный центр — город Касгандж. Площадь округа — 1,993 км². Согласно всеиндийской переписи 2001 года население округа составляло 1 228 705 человек.